# Juliane Werding/Diskografie
Diese Diskografie ist eine Übersicht über die musikalischen Werke der deutschen Schlagersängerin Juliane Werding. Den Quellenangaben zufolge hat sie bisher mehr als 25 Millionen Tonträger verkauft. Ihre erfolgreichste Veröffentlichung ist die Single Wenn du denkst, du denkst, dann denkst du nur, du denkst mit über drei Millionen verkauften Einheiten.

## Alben

### Studioalben
| Jahr | Titel                                                                               | Höchstplatzierung, Gesamtwochen/‑monate, AuszeichnungChartplatzierungen (Jahr, Titel, Platzierungen, Wochen/Monate, Auszeichnungen, Anmerkungen) | Höchstplatzierung, Gesamtwochen/‑monate, AuszeichnungChartplatzierungen (Jahr, Titel, Platzierungen, Wochen/Monate, Auszeichnungen, Anmerkungen) | Höchstplatzierung, Gesamtwochen/‑monate, AuszeichnungChartplatzierungen (Jahr, Titel, Platzierungen, Wochen/Monate, Auszeichnungen, Anmerkungen) | Anmerkungen                                                |
| Jahr | Titel                                                                               | DE | AT | CH | Anmerkungen                                                |
| ---- | ----------------------------------------------------------------------------------- | --- | --- | --- | ---------------------------------------------------------- |
| 1972 | In tiefer Trauer auch bekannt als: Juliane Werding                                  | DE19 (5 Mt.)DE | — | — | Erstveröffentlichung: 16. August 1972                      |
| 1973 | Mein Name ist Juliane                                                               | — | — | — | Erstveröffentlichung: 1973                                 |
| 1975 | Wenn du denkst, du denkst, dann denkst du nur, du denkst                            | DE30 (2 Mt.)DE | — | — | Erstveröffentlichung: 16. Oktober 1975                     |
| 1977 | Oh Mann, oh Mann...                                                                 | — | — | — | Erstveröffentlichung: 1977                                 |
| 1978 | … ein Schritt weiter                                                                | — | — | — | Erstveröffentlichung: 1978                                 |
| 1980 | Traumland auch bekannt als: Auf dem Weg zu meinem Ich (Wiederveröffentlichung 1988) | — | — | — | Erstveröffentlichung: 1980                                 |
| 1984 | Ohne Angst                                                                          | — | — | — | Erstveröffentlichung: 24. Juli 1984                        |
| 1986 | Sehnsucht ist unheilbar                                                             | DE17 Platin · (62 Wo.)DE | — | — | Erstveröffentlichung: 28. Februar 1986 Verkäufe: + 500.000 |
| 1987 | Jenseits der Nacht                                                                  | DE8 Gold · (20 Wo.)DE | — | — | Erstveröffentlichung: 27. März 1987 Verkäufe: + 250.000    |
| 1988 | Tarot                                                                               | DE11 Gold · (31 Wo.)DE | — | — | Erstveröffentlichung: 25. Juli 1988 Verkäufe: + 250.000    |
| 1990 | Zeit für Engel                                                                      | DE10 Gold · (15 Wo.)DE | — | — | Erstveröffentlichung: 21. August 1990 Verkäufe: + 250.000  |
| 1991 | Zeit nach Avalon zu geh’n                                                           | DE42 (11 Wo.)DE | — | — | Erstveröffentlichung: 14. Oktober 1991                     |
| 1992 | Sie weiß was sie will                                                               | DE36 (11 Wo.)DE | — | — | Erstveröffentlichung: 16. Oktober 1992                     |
| 1994 | Du schaffst es!                                                                     | DE35 (12 Wo.)DE | — | — | Erstveröffentlichung: 26. August 1994                      |
| 1995 | Alles okay?                                                                         | — | — | — | Erstveröffentlichung: 20. Oktober 1995                     |
| 1997 | Land der langsamen Zeit                                                             | DE42 (7 Wo.)DE | — | — | Erstveröffentlichung: 1. September 1997                    |
| 1998 | Sie                                                                                 | DE41 (3 Wo.)DE | — | — | Erstveröffentlichung: 30. November 1998                    |
| 2001 | Es gibt kein zurück                                                                 | DE65 (3 Wo.)DE | — | — | Erstveröffentlichung: 27. August 2001                      |
| 2004 | Die Welt danach                                                                     | DE36 (6 Wo.)DE | — | — | Erstveröffentlichung: 5. Juli 2004                         |
| 2006 | Sehnsucher                                                                          | DE45 (4 Wo.)DE | — | — | Erstveröffentlichung: 17. März 2006                        |
| 2008 | Ruhe vor dem Sturm                                                                  | DE21 (5 Wo.)DE | — | — | Erstveröffentlichung: 11. Januar 2008                      |

grau schraffiert: keine Chartdaten aus diesem Jahr verfügbar

### Livealben
- 2007: Werding Live

### Kompilationen
| Jahr | Titel                            | Höchstplatzierung, Gesamtwochen, AuszeichnungChartplatzierungen (Jahr, Titel, Platzierungen, Wochen, Auszeichnungen, Anmerkungen) | Höchstplatzierung, Gesamtwochen, AuszeichnungChartplatzierungen (Jahr, Titel, Platzierungen, Wochen, Auszeichnungen, Anmerkungen) | Höchstplatzierung, Gesamtwochen, AuszeichnungChartplatzierungen (Jahr, Titel, Platzierungen, Wochen, Auszeichnungen, Anmerkungen) | Anmerkungen                                                |
| Jahr | Titel                            | DE | AT | CH | Anmerkungen                                                |
| ---- | -------------------------------- | --- | --- | --- | ---------------------------------------------------------- |
| 1989 | Stationen – Ihre größten Erfolge | DE16 Gold · (18 Wo.)DE | — | — | Erstveröffentlichung: 20. Oktober 1989 Verkäufe: + 250.000 |
| 1993 | Von Anfang an …                  | DE22 (12 Wo.)DE | — | — | Erstveröffentlichung: 1. März 1993                         |
| 1999 | Der Weg 1972–1999                | DE60 (3 Wo.)DE | — | — | Erstveröffentlichung: 29. November 1999                    |
| 2009 | Sterne                           | DE88 (1 Wo.)DE | — | — | Erstveröffentlichung: 9. Januar 2009                       |

Weitere Kompilationen
- 1976: Komm und hilf mir durch die Einsamkeit der Nacht: Ihre schönsten Lieder
- 1977: Die goldenen Super 20
- 1979: Ein konsequenter Weg
- 1979: Das Star Album
- 1987: Star Festival
- 1987: Auf dem Weg zu meinem Ich
- 1988: Stimmen im Wind
- 1994: Am Tag, als Conny Kramer starb
- 1996: Die großen Erfolge – Die grossen Erfolge
- 1996: Stargala
- 1997: Star Collection
- 2000: Du bist mein bester Freund
- 2001: Mein Name ist Juliane Werding
- 2007: Hautnah – Die Geschichten meiner Stars
- 2007: Gold Stücke
- 2008: Die grossen Erfolge
- 2009: Nur das Beste
- 2009: Dieter Thomas Heck präsentiert: 40 Jahre ZDF Hitparade
- 2010: Hitbox – Zwischenräume!
- 2010: Takt der Zeit
- 2010: Sonne auf der Haut
- 2010: Fundstücke-Maxis-Remixe-Raritäten
- 2011: Hits & Raritäten
- 2011: Balladen
- 2013: Music & Video Stars
- 2013: Mein Portrait
- 2014: Best Of
- 2024: Das Leben berührn

### EPs
- 1985: Amiga-Quartett: Juliane Werding

## Singles

### Als Leadmusikerin
| Jahr | Titel Album | Höchstplatzierung, Gesamtwochen, AuszeichnungChartplatzierungen (Jahr, Titel, Album, Platzierungen, Wochen, Auszeichnungen, Anmerkungen) | Höchstplatzierung, Gesamtwochen, AuszeichnungChartplatzierungen (Jahr, Titel, Album, Platzierungen, Wochen, Auszeichnungen, Anmerkungen) | Höchstplatzierung, Gesamtwochen, AuszeichnungChartplatzierungen (Jahr, Titel, Album, Platzierungen, Wochen, Auszeichnungen, Anmerkungen) | Anmerkungen                                                |
| Jahr | Titel Album | DE | AT | CH | Anmerkungen                                                |
| ---- | --- | --- | --- | --- | ---------------------------------------------------------- |
| 1972 | Am Tag, als Conny Kramer starb In tiefer Trauer (Juliane Werding)                                                              | DE1 (20 Wo.)DE | — | CH2 (14 Wo.)CH | Erstveröffentlichung: Januar 1972                          |
| 1972 | Kinder des Regenbogens Wenn du denkst, du denkst, dann denkst du nur, du denkst                                                | DE34 (2 Wo.)DE | — | — | Erstveröffentlichung: Oktober 1972                         |
| 1973 | Wildes Wasser Mein Name ist Juliane                                                                                            | DE40 (2 Wo.)DE | — | — | Erstveröffentlichung: März 1973                            |
| 1975 | Wenn du denkst, du denkst, dann denkst du nur, du denkst                                                                       | DE4 (22 Wo.)DE | — | CH3 (9 Wo.)CH | Erstveröffentlichung: September 1975 Verkäufe: + 3.000.000 |
| 1976 | Man muss das Leben eben nehmen, wie das Leben eben ist Komm und hilf mir durch die Einsamkeit der Nacht: Ihre schönsten Lieder | DE28 (12 Wo.)DE | — | — | Erstveröffentlichung: März 1976                            |
| 1976 | Komm und hilf mir durch die Einsamkeit der Nacht Komm und hilf mir durch die Einsamkeit der Nacht: Ihre schönsten Lieder       | DE35 (1 Wo.)DE | — | — | Erstveröffentlichung: August 1976                          |
| 1983 | Nacht voll Schatten Ohne Angst                                                                                                 | DE13 (14 Wo.)DE | — | — | Erstveröffentlichung: Juli 1983                            |
| 1984 | Geh’ nicht in die Stadt (heut’ Nacht) Ohne Angst                                                                               | DE42 (14 Wo.)DE | — | — | Erstveröffentlichung: Januar 1984                          |
| 1984 | Sonne auf der Haut Ohne Angst                                                                                                  | DE64 (11 Wo.)DE | — | — | Erstveröffentlichung: Mai 1984                             |
| 1984 | Drei Jahre lang Ohne Angst | DE27 (12 Wo.)DE | — | — | Erstveröffentlichung: November 1984                        |
| 1986 | Stimmen im Wind Sehnsucht ist unheilbar                                                                                        | DE18 (17 Wo.)DE | — | — | Erstveröffentlichung: Januar 1986                          |
| 1986 | Sehnsucht ist unheilbar | DE27 (15 Wo.)DE | — | — | Erstveröffentlichung: 23. Juni 1986                        |
| 1986 | Das Würfelspiel Sehnsucht ist unheilbar                                                                                        | DE29 (16 Wo.)DE | — | — | Erstveröffentlichung: 20. Oktober 1986                     |
| 1987 | Vielleicht irgendwann Jenseits der Nacht                                                                                       | DE31 (12 Wo.)DE | — | — | Erstveröffentlichung: 9. März 1987                         |
| 1988 | Starke Gefühle Tarot | DE34 (9 Wo.)DE | — | — | Erstveröffentlichung: 12. September 1988                   |
| 1989 | Wie weit ist Eden Stationen – Ihre größten Erfolge                                                                             | DE56 (14 Wo.)DE | — | — | Erstveröffentlichung: 23. Oktober 1989                     |
| 1990 | Der Himmel schweigt Zeit für Engel                                                                                             | DE52 (13 Wo.)DE | — | — | Erstveröffentlichung: 27. August 1990                      |
| 1991 | Avalon Zeit nach Avalon zu geh’n                                                                                               | DE63 (12 Wo.)DE | — | — | Erstveröffentlichung: 30. September 1991                   |
| 1992 | Rote Schuh’ Zeit nach Avalon zu geh’n                                                                                          | DE79 (3 Wo.)DE | — | — | Erstveröffentlichung: 10. Februar 1992                     |
| 1992 | Sie weiß was sie will | DE54 (11 Wo.)DE | — | — | Erstveröffentlichung: 21. September 1992                   |
| 1993 | Geister über Afrika Sie weiß was sie will                                                                                      | DE58 (5 Wo.)DE | — | — | Erstveröffentlichung: 29. Januar 1993                      |
| 1994 | Du schaffst es Du schaffst es!                                                                                                 | DE74 (7 Wo.)DE | — | — | Erstveröffentlichung: 12. September 1994                   |
| 1995 | Alles Okay? Alles okay? | DE87 (5 Wo.)DE | — | — | Erstveröffentlichung: 30. Oktober 1995                     |

grau schraffiert: keine Chartdaten aus diesem Jahr verfügbar
Weitere Singles
| - 1972: Ein morscher Baum trägt keine guten Früchte - 1973: Sag mir, wo die Blumen sind - 1973: Der ewige Soldat - 1974: Morgens Fremde – Mittags Freunde - 1974: Wenn ich ein Adler wär’ - 1975: Die Zeit in der Wir leben - 1976: Da staunste, was? (Howzat) - 1977: Oh Mann, oh Mann, wo hat der Mann nur seine Augen - 1978: Nur noch eine Nacht - 1978: Postfach auf der grünen Wiese - 1978: Hotel Royal - 1979: Klappe auf, Klappe zu - 1980: Großstadtlichter - 1981: Niemand hat Zeit - 1982: Es geht auch ohne dich - 1985: Lohn der Angst - 1987: Wahre Lügen - 1987: Tränen im Ozean - 1988: Tarot | - 1989: Nebelmond - 1990: Zeit für Engel - 1993: An’s Meer zurück - 1994: Engel wie du (mit Maggie Reilly & Viktor Lazlo) - 1995: Singles - 1995: Gib niemals auf - 1997: Weißt du, wer ich bin? - 1998: Männer kommen und geh’n - 1999: Alles kann passieren - 1999: I Remember (mit Howard Jones) - 2001: Daisy - 2004: Lass es gescheh’n - 2004: Die Welt danach - 2005: Nur Sterne - 2005: Vergibst du mir / Engel an deiner Seite - 2006: Vergiss nicht, dass du lebst - 2006: Zusammen - 2007: Haus über’m Meer |

### Als Gastmusikerin
| Jahr | Titel Album     | Höchstplatzierung, Gesamtwochen/‑monate, AuszeichnungChartplatzierungen (Jahr, Titel, Album, Platzierungen, Wochen/Monate, Auszeichnungen, Anmerkungen) | Höchstplatzierung, Gesamtwochen/‑monate, AuszeichnungChartplatzierungen (Jahr, Titel, Album, Platzierungen, Wochen/Monate, Auszeichnungen, Anmerkungen) | Höchstplatzierung, Gesamtwochen/‑monate, AuszeichnungChartplatzierungen (Jahr, Titel, Album, Platzierungen, Wochen/Monate, Auszeichnungen, Anmerkungen) | Anmerkungen                                                                             |
| Jahr | Titel Album     | DE | AT | CH | Anmerkungen                                                                             |
| ---- | --------------- | --- | --- | --- | --------------------------------------------------------------------------------------- |
| 1985 | Nackt im Wind – | DE3 (10 Wo.)DE | AT18 (2½ Mt.)AT | CH21 (3 Wo.)CH | Erstveröffentlichung: 21. Januar 1985 Verkäufe: + 150.000; als Teil von Band für Afrika |

## Videoalben
- 2004: In Concert

## Juliane Werding als Autorin für andere Künstler
- 1995: Al Bano & Romina Power – Impossibile
- 2004: Jürgen Marcus – Einfach nochmal von vorn
- 2005: Simone Stelzer – Wo sind die Männer, Jenseits der Träume

Darüber hinaus schreibt sie seit 1991 die meisten ihrer Lieder selbst oder zusammen mit Co-Autoren.

## Boxsets
- 2010: Wenn du denkst … Das Beste von Juliane Werding
- 2010: Hitbox – Zwischenräume!
- 2014: Original Album Classics

## Statistik

### Chartauswertung
|                     | DE     | AT    | CH    |
| ------------------- | ------ | ----- | ----- |
| Nummer-eins-Alben   | DE—DE  | AT—AT | CH—CH |
| Top-10-Alben        | DE2DE  | AT—AT | CH—CH |
| Alben in den Charts | DE19DE | AT—AT | CH—CH |

|                       | DE     | AT    | CH    |
| --------------------- | ------ | ----- | ----- |
| Nummer-eins-Singles   | DE1DE  | AT—AT | CH—CH |
| Top-10-Singles        | DE3DE  | AT—AT | CH2CH |
| Singles in den Charts | DE24DE | AT1AT | CH3CH |

### Auszeichnungen für Musikverkäufe
Anmerkung: Auszeichnungen in Ländern aus den Charttabellen bzw. Chartboxen sind in ebendiesen zu finden.
| Land/RegionAuszeichnungen für Musikverkäufe (Land/Region, Auszeichnungen, Verkäufe, Quellen) | Gold     | Platin  | Verkäufe  | Quellen                            |
| -------------------------------------------------------------------------------------------- | -------- | ------- | --------- | ---------------------------------- |
| Deutschland (BVMI)                                                                           | 4× Gold4 | Platin1 | 1.650.000 | musikindustrie.de, Einzelnachweise |
| Insgesamt                                                                                    | 4× Gold4 | Platin1 |           |                                    |